# Guyana a 2011-es úszó-világbajnokságon
Guyana a 2011-es úszó-világbajnokságon három úszóval vett részt.

## Úszás
Férfi
| Versenyző     | Esemény                      | Selejtező | Selejtező | Elődöntő          | Elődöntő          | Döntő             | Döntő             |
| Versenyző     | Esemény                      | Idő       | Helyezés  | Idő               | Helyezés          | Idő               | Helyezés          |
| ------------- | ---------------------------- | --------- | --------- | ----------------- | ----------------- | ----------------- | ----------------- |
| Niall Roberts | Férfi 50 méteres gyorsúszás  | 24.80     | 62        | Nem jutott tovább | Nem jutott tovább | Nem jutott tovább | Nem jutott tovább |
| Niall Roberts | Férfi 100 méteres gyorsúszás | 54.99     | 74        | Nem jutott tovább | Nem jutott tovább | Nem jutott tovább | Nem jutott tovább |

Női
| Versenyző          | Esemény                    | Selejtező | Selejtező | Elődöntő          | Elődöntő          | Döntő             | Döntő             |
| Versenyző          | Esemény                    | Idő       | Helyezés  | Idő               | Helyezés          | Idő               | Helyezés          |
| ------------------ | -------------------------- | --------- | --------- | ----------------- | ----------------- | ----------------- | ----------------- |
| Britany van Lange  | Női 100 méteres gyorsúszás | 1:01.39   | 55        | Nem jutott tovább | Nem jutott tovább | Nem jutott tovább | Nem jutott tovább |
| Britany van Lange  | Női 200 méteres gyorsúszás | 2:16.40   | 46        | Nem jutott tovább | Nem jutott tovább | Nem jutott tovább | Nem jutott tovább |
| Jessica Stephenson | Női 100 méteres mellúszás  | 1:16.54   | 40        | Nem jutott tovább | Nem jutott tovább | Nem jutott tovább | Nem jutott tovább |
| Jessica Stephenson | Női 200 méteres mellúszás  | 2:46.28   | 36        | Nem jutott tovább | Nem jutott tovább | Nem jutott tovább | Nem jutott tovább |